# Carle Vernet
Pour les articles homonymes, voir Vernet.
Antoine Charles Horace Vernet, dit Carle Vernet, né à Bordeaux le 14 août 1758 et mort à Paris le 27 novembre 1836, est un artiste peintre de genre et de cheval, dessinateur et caricaturiste, goguettier et lithographe français.

## Biographie
Carle est l’élève de son père, le peintre Joseph Vernet, et de Nicolas-Bernard Lépicié. Ce dernier le représente dessinant, âgé de 14 ans (Le Petit Dessinateur, 1772, musée du Louvre). 
En 1779, tout en devenant un brillant écuyer, il décroche le deuxième prix de peinture, puis en 1782, le premier prix sur le thème de la Parabole de l'Enfant prodigue ; il part à Rome dans la foulée. 
Il se décide à peindre des cavaliers sur leurs montures en dessinant directement sur le motif, visitant les chevaux des haras romains. Son père lui rend visite en compagnie du graveur Jean-Michel Moreau.
En 1787, Carle épouse la fille de ce dernier. Leur fils, Horace Vernet, deviendra son élève et collaborateur. Carle Vernet est reçu membre de l'Académie en 1788 et s'installe avec sa famille dans un atelier au Louvre ; son père décède l'année suivante.
Durant la Révolution, il adopte un profil plutôt conservateur. Capitaine dans la Garde nationale, il est blessé lors de la journée du 10 août 1792, mais il semble que ce soit en quittant son atelier du Louvre avec son épouse et ses deux enfants plutôt qu'en attaquant le Palais des Tuileries. Il a une sœur, Marguerite Émilie Vernet, épouse de Jean-François-Thérèse Chalgrin, un émigré ; elle est compromise en 1794, et condamnée à mort. Carle Vernet demanda en vain au peintre Jacques-Louis David d'intercéder pour sa libération, ce qu'il ne fera pas (ou ne pourra pas faire). Marguerite Émilie Vernet est guillotinée cette année-là. Carle Vernet en tiendra David responsable.
Vernet inaugura, avec Gros, une nouvelle forme de peinture militaire, et il excella dans les scènes de chasses, les petits métiers de Paris et les scènes populaires. Il reste pour une grande part le peintre passionné du cheval dont il avait une profonde connaissance.
Lorsque, visitant le Salon de 1808, Napoléon Ier eut admiré Le Matin d’Austerlitz, réputée être sa meilleure toile, il lui remit la Légion d'honneur. Les deux hommes se connaissaient déjà bien, puisque Carle Vernet avait accompagné Napoléon Bonaparte, alors Premier Consul, pendant la campagne de Marengo. L’impératrice Joséphine lui dit : « Il est des hommes qui trainent un nom ; vous, Monsieur Vernet, vous portez le vôtre ».
Sur le tard, son succès semble moindre. Lors du Salon de 1831, le critique Auguste Jal déplore .
Carle Vernet fut un assidu goguettier et participa, aux côtés d'autres personnalités comme Talma, Firmin Didot, Désaugiers, Ciceri, Ravrio aux activités de la Société de la Goguette.

## Représentation et postérité

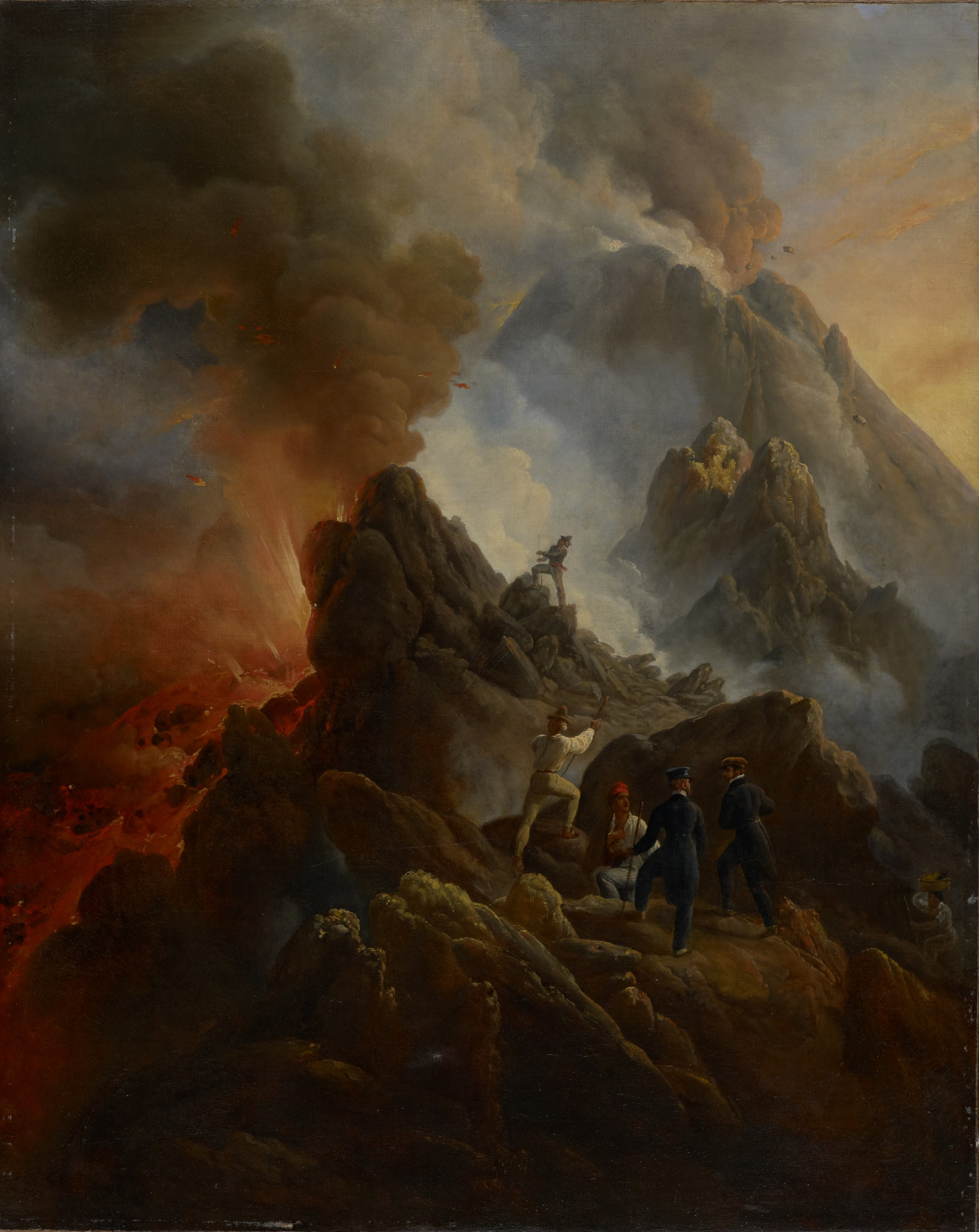
Le Vésuve en éruption, l'artiste et son père, Carle Vernet, au premier plan,
Horace Vernet, vers 1822
musée des Beaux-Arts de Houston.

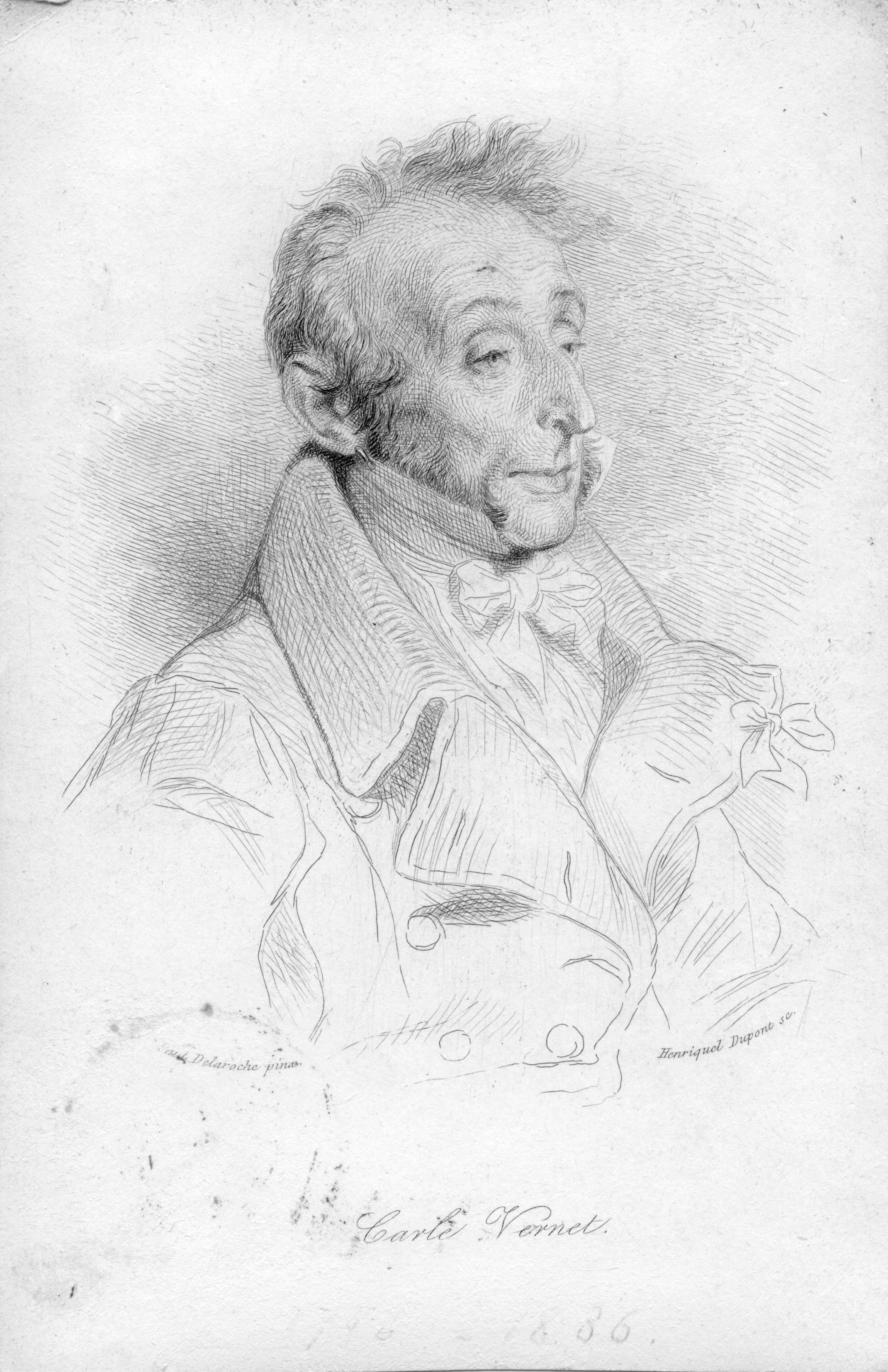
Portrait de Carle Vernet, gravure par Henriquel-Dupont d'après une peinture de Paul Delaroche.

Carle Vernet figure entre autres dans le tableau de groupe Réunion d'artistes dans l'atelier d'Isabey (Salon de 1798) peint par Louis-Léopold Boilly (musée du Louvre).
Les collectionneurs militaires Raoul et Jean Brunon, créateurs du musée de l’Armée au château de l'Empéri à Salon-de-Provence, lui rendirent hommage en 1959 en mettant en lumière certaines de ses planches représentant des soldats des régiments de l'Empire dans un livre : La Grande Armée de 1812.
Son fils se représente à ses côtés au premier plan d'une éruption du Vésuve vers 1822. Cette œuvre est conservée au Musée des Beaux-Arts de Houston.
Une statue de Carle Vernet se trouve au Jardin public de Bordeaux.
Des rues portent son nom à Bordeaux, Sèvres, Rueil-Malmaison, Pessac, Saint-Médard-en-Jalles et Villenave-d'Ornon. Dans le 8e arrondissement de Paris, la rue Vernet rend hommage à sa famille.
Carle Vernet est aussi une station des lignes C et D du tramway de Bordeaux.

## Œuvre

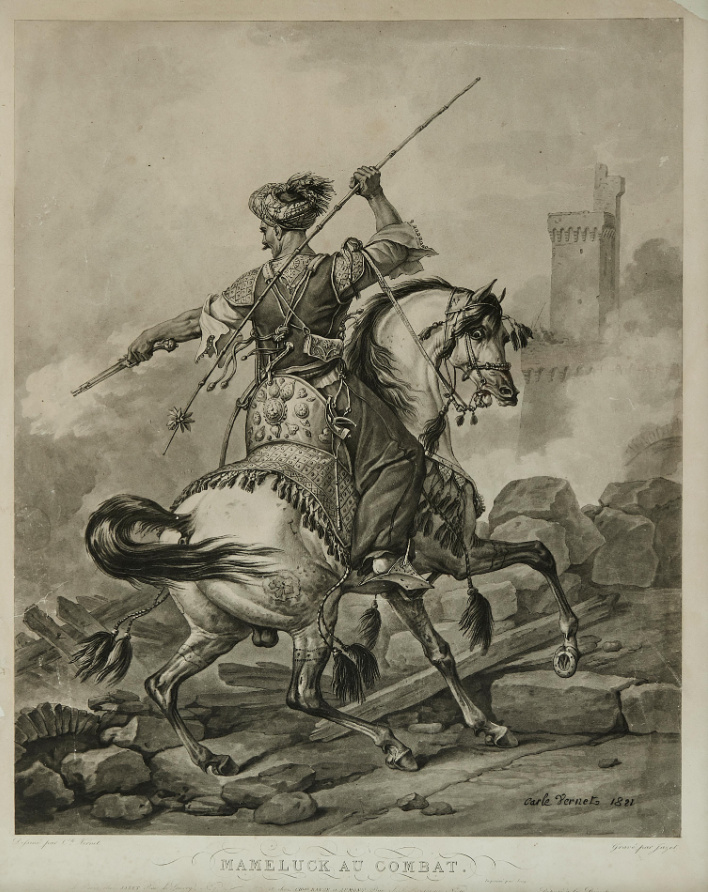
Un mamelouk musulman (1810), dessin de Carle Vernet.

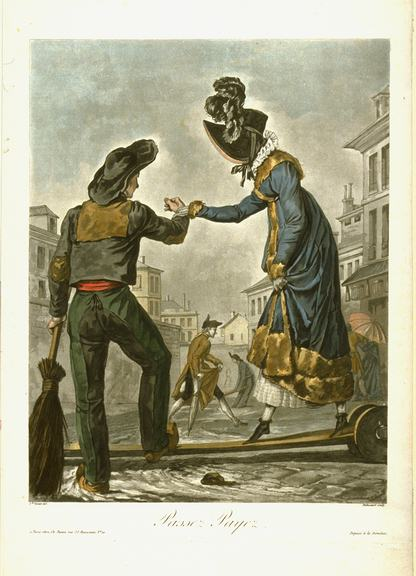
Passez payez (1818), aquatinte de Philibert-Louis Debucourt d’après Carle Vernet.

### Dessinateur

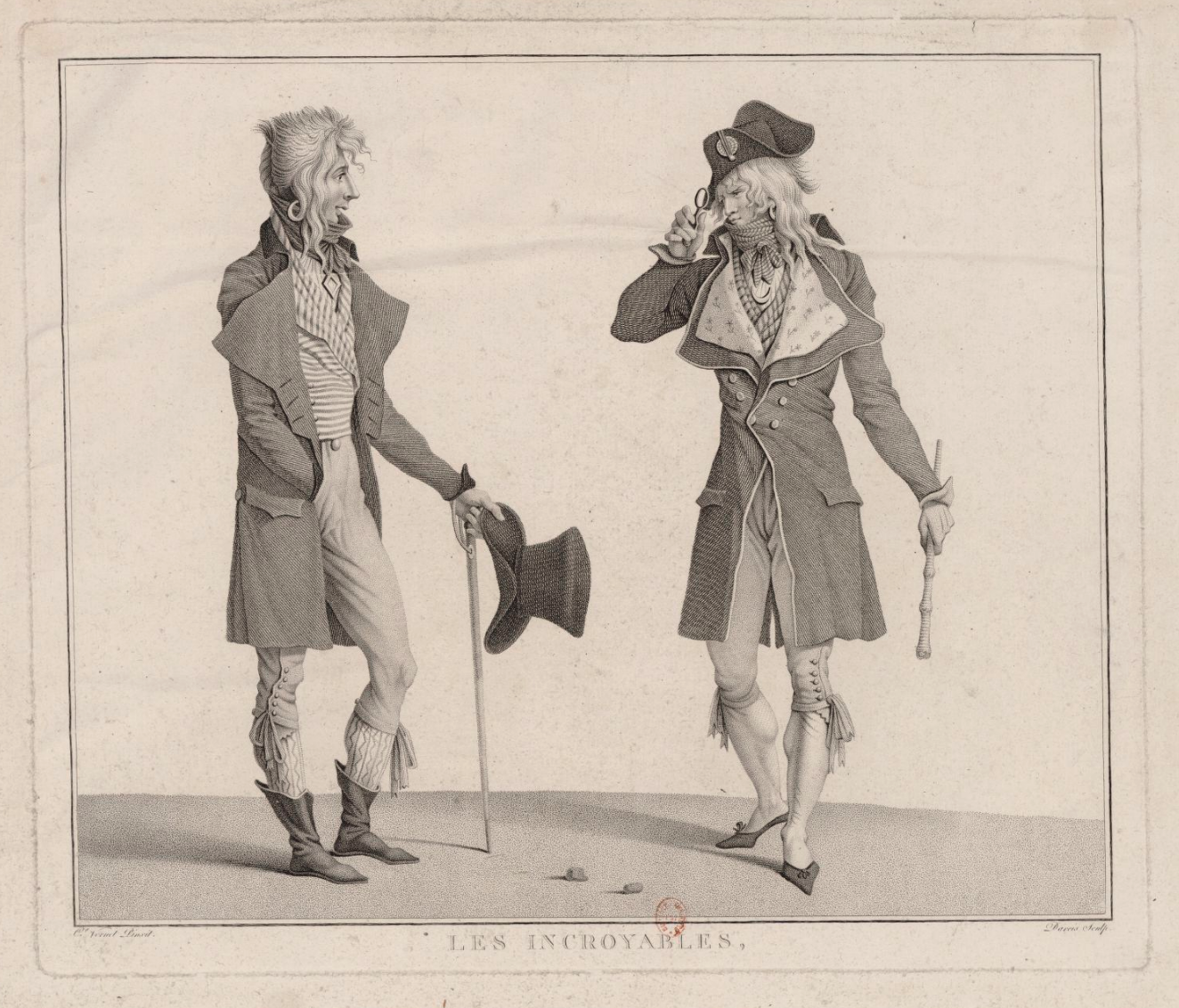
Les Incroyables (1797, BNF).

Vernet produit de nombreux dessins, des caricatures, des esquisses destinées à des ouvrages illustrés de gravures au pointillé, et des dessins lithographiques. Cette production est très abondante et donna lieu à de nombreuses reproductions ou reprises, entre autres par Théodore Géricault.
- Les Incroyables et Les Merveilleuses, gouaches gravées par Louis Darcis, éditée fin 1796 (BNF)[10].
- L’Anglomane (un muscadin à cheval dirigé vers la gauche), gouache, gravée par Louis Darcis, éditée en 1797.
- Série des « Petits métiers de Paris » : Le Marchand de paniers, La Bouquetière, etc., édités en 1825 sous le titre Cris de Paris, en un album lithographiée chez Delpech.

### Collections publiques
- Avignon, musée Calvet
  - Chevaux effrayés par l'orage
- Bordeaux, musée des Beaux-Arts de Bordeaux
  - La Chasse à courre, huile sur toile[11].
- Chantilly, musée Condé
  - Le duc d'Orléans et son fils, le duc de Chartres, à un rendez-vous de chasse en 1787, huile sur toile, 1788[12].
- Clermont-Ferrand, musée d'art Roger-Quilliot
  - Le Passage difficile, huile sur toile, 60 × 73 cm, 1823[13].
- Montauban, musée Ingres
  - Sept études d'animaux, huile sur toile, avant 1836[14].
- Paris
  - Musée du Louvre
    - Le Château de cartes, miniature sur ivoire, 1804[15].
    - Chasse au daim pour la saint Hubert en 1818 dans les bois de Meudon, huile sur toile peintre avec Horace Vernet, 1825-1827[16].
    - Cavalier en armure tenant un drapeau, huile sur toile[17].

  - Musée Marmottan Monet :
    - avec Jean-Joseph-Xavier Bidauld, Promenade de Napoléon Ier et de Marie-Louise au château de Saint-Cloud, 1811, huile sur toile, 210 × 195 cm, Paris, musée Marmottan[18].
- Versailles, Musée national des châteaux de Versailles et de Trianon
  - Napoléon donnant l'ordre avant la bataille d'Austerlitz. 2 décembre 1805, huile sur toile, 1808[19].
  - Napoléon devant Madrid. 3 décembre 1808, huile sur toile, 1810[20].
  - Prise de Pampelune. 17 septembre 1823, huile sur toile, 1824[21].

### Collections privées
- Boissy-Saint-Léger, château de Grosbois
  - La bataille de Rivoli, huile sur toile, après 1805.

## Élèves
(liste non exhaustive)
- Felice Cerruti Beauduc[22]
- Georges Michel (1763-1843)[23]
- Horace Vernet son fils
- Théodore Géricault (1791-1824)